# Меліссанті
Мелісса́нті (грец. Μελισσάνθη, псевдонім Єва Кугія-Скандалакі / грец. Ήβη Κούγια - Σκανδαλάκη; *8 квітня 1910, Афіни — 9 листопада 1991) — грецька педагогиня, журналістка, письменниця і перекладачка. Її ім’я подеколи фігурує як Іві або Гебе, а прізвище — як Koúyia або Koughia.  

## З життєпису
Народилася Євою Кугією в Афінах і вивчала музику, малювання, балет та класичний танець.  
У період з 1923-24 років перебувала в швейцарському санаторії, лікуючись від сухот .  
Вивчала французьку, німецьку та англійську мови в інститутах Афін. Потому викладала французьку мову в афінських середніх школах. Паралельно дописувала критичні нариси до газет та літературних часописів.  
У 1932 році вийшла заміж за Янніса Скандалакіса (грец. Ιωάννη Σκανδαλάκη). 
Померла в 1991 році, хоча деякі джерела і стверджують, що в 1990 році.

## Творчість
Перша поетична збірка Меліссанті Phōnes entomou («Голоси комах») була видана в 1930 році. Вона продовжувала друкуватись, і загалом вийшло десять поетичних збірок. Збірка її поезій Ta poiimata tis Melissanthis 1930-1974 («Вірші Меліссанті») була опублікована аж у 1976 році.  
Також написала дитячу п’єсу O mikros adhelfos («Маленький брат»), яка отримала премію Сікіарідіо.  
Рання поезія Меліссанті черпає своє натхнення з релігійних тем; пізніші твори зазнали впливу концепцій екзистенціалізму. 
Вибрана бібліографія
- Phōnes entomou («Голоси комах») (1930)
- Profiteies («Пророцтва») (1931, 1940)
- O gyrismos tou asotou («Повернення блудного») (1935)
- Lyriki Exomologisi («Ліричні сповіді») (1945)
- Anthropino Schima («Людська подоба») (1961)
- To fragma tis Siopis («Бар'єр тиші») (1965)
- Ta poiimata tis Melissanthis 1930-1974 («Вірші Меліссанті») (1976)

Крім того, перекладала твори іноземних поетів, зокрема Роберта Фроста, Емілі Дікінсон  та Райнера Марія Рільке грецькою. 

## Нагороди і відзнаки
- Премія Афінської Академії (1936) за O gyrismos tou asotou
- Почесна відзнака Паламас (1945) за Exomologisi [4]
- Державна премія за поезію (1965)
- Золотий хрест Ордена «За заслуги» (1965)[1]